# Église Saint-Étienne de Saint-Étienne-de-Carlat
L'église Saint-Étienne est une église catholique française située à Saint-Étienne-de-Carlat, dans le département du Cantal.

## Localisation
L'église surplombe le village de Saint-Étienne-de-Carlat, dans le Carladès.

## Description
L'architecture de l'église est typique de la Haute Auvergne. Plusieurs éléments la rattachent à l'époque romane, d'autres détails lui confèrent une date autour du 13e siècle.

## Historique
L'église a été classée au titre des monuments historiques le 15 janvier 1990.